# Saison 7 de Star Academy
 (décembre 2023).
Si vous disposez d'ouvrages ou d'articles de référence ou si vous connaissez des sites web de qualité traitant du thème abordé ici, merci de compléter l'article en donnant les références utiles à sa vérifiabilité et en les liant à la section « Notes et références ».
En pratique : Quelles sources sont attendues ? Comment ajouter mes sources ?
 (juin 2025).
La septième saison de Star Academy, émission française de télé réalité musicale, a été diffusée sur TF1 du 23 octobre 2007 au 15 février 2008.
Pendant près de 4 mois, 17 candidats reçoivent une formation artistique au sein de l'Academy. Les élèves sont évalués par leurs professeurs lors des évaluations et par un jury de professionnels composé d'Yvan Cassar, Pascal Nègre et Passi lors des primes. Ils se produisent chaque vendredi sur le plateau de l'émission ainsi que devant les téléspectateurs, aux côtés d'artistes invités venus partager des duos. Chaque semaine, les trois moins bons élèves sont soumis au vote du public et l'un d'entre eux quitte définitivement l'aventure. À l'issue du programme, le vainqueur remporte 1 000 000 €.
Présentée par Nikos Aliagas, cette saison a pour directrice de promotion Alexia Laroche-Joubert qui cédera sa place lors de son congé maternité à Raphaëlle Ricci. Cette promotion a pour marraines Céline Dion et Kylie Minogue. Quentin Mosimann est le gagnant de cette septième saison,.

## Générique
Le générique sonore reste le même que pour les deux précédentes saisons, à savoir Love Generation de Bob Sinclar.

## L'Academy

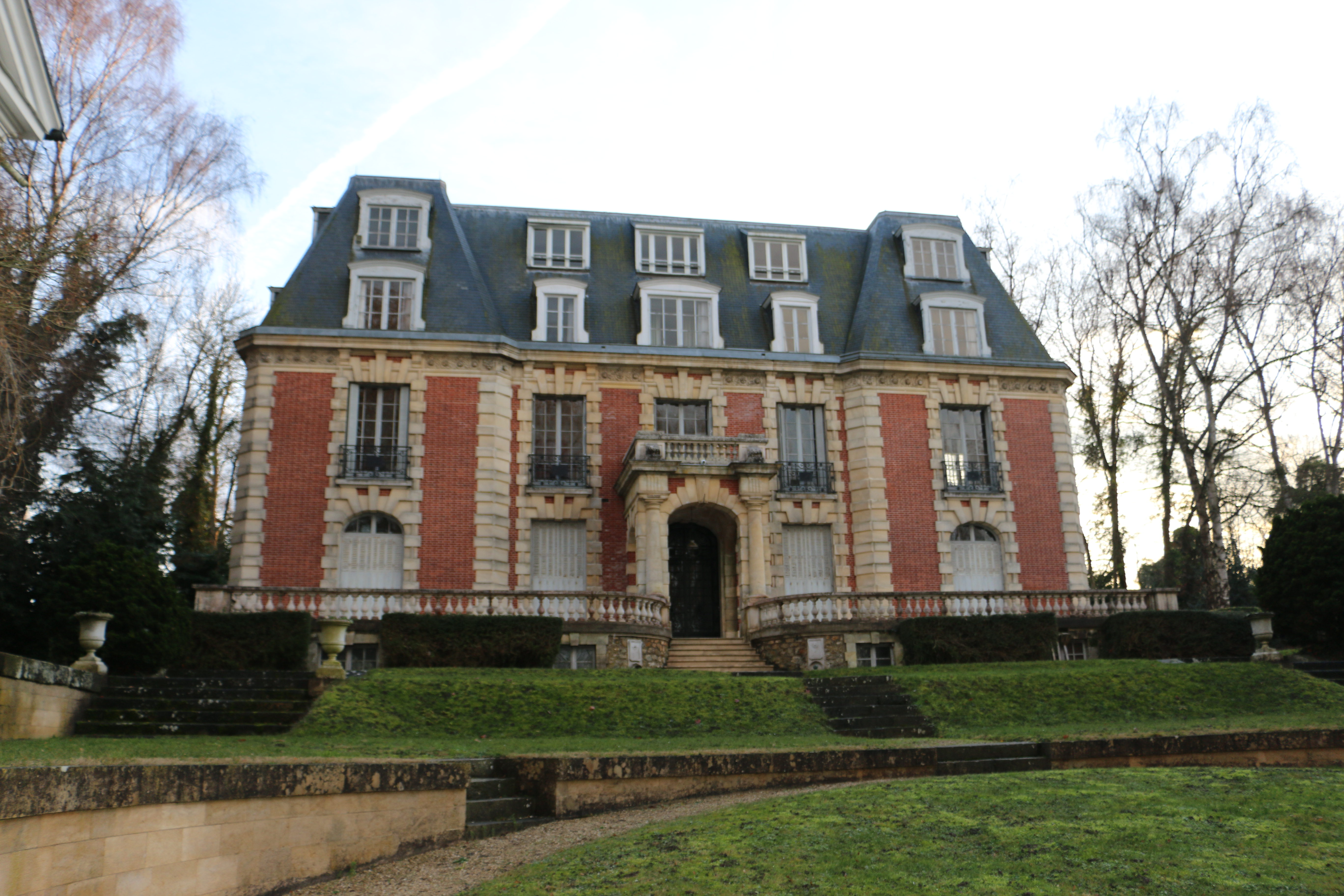
Château des Vives-Eaux.

Pour cette septième édition de la Star Academy, les étudiants sont de retour au château des Vives Eaux de Dammarie-lès-Lys.
Cette année, le château a été redécoré et des matériaux bruts tels que le bois et le béton ont été utilisés pour permettre une ambiance design inspirée d'un célèbre palace new-yorkais.
Au rez-de-chaussée, se trouvent la cuisine, le foyer (pièce capitale dans la vie des étudiants) où ils peuvent se détendre ou répéter autour du piano ou de la console de musique. C'est également dans cette pièce que se déroulent les débriefings des primes avec Raphaëlle Ricci. Nouveauté cette année, un studio a été créé. Il est consacré aux séances photos ainsi qu'au stylisme[réf. souhaitée].
Au 1er étage, se trouvent la salle d'interview, deux chambres mixtes, la salle de bains ainsi qu'un dressing collectif. C'est également entre les deux chambres que se trouve le lobby, équipé d'un téléphone (que les étudiants n'utilisent qu'à raison d'une seule minute quotidienne). Au jardin, deux terrasses ont été aménagées (l'une devant la cuisine, l'autre devant le foyer)[réf. souhaitée].
Dans les annexes, se trouvent la salle de chant (pour les cours du même nom, les évaluations et les répétitions des primes), la salle de danse (où se déroulent également les cours de sport), une nouvelle salle de théâtre (pour les cours d'expression scénique, de développement personnel et les autres matières à option), un studio d'enregistrement et une salle de musique[réf. souhaitée].

## Candidats

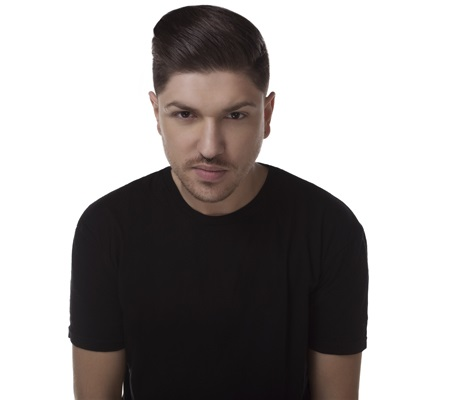
Quentin.
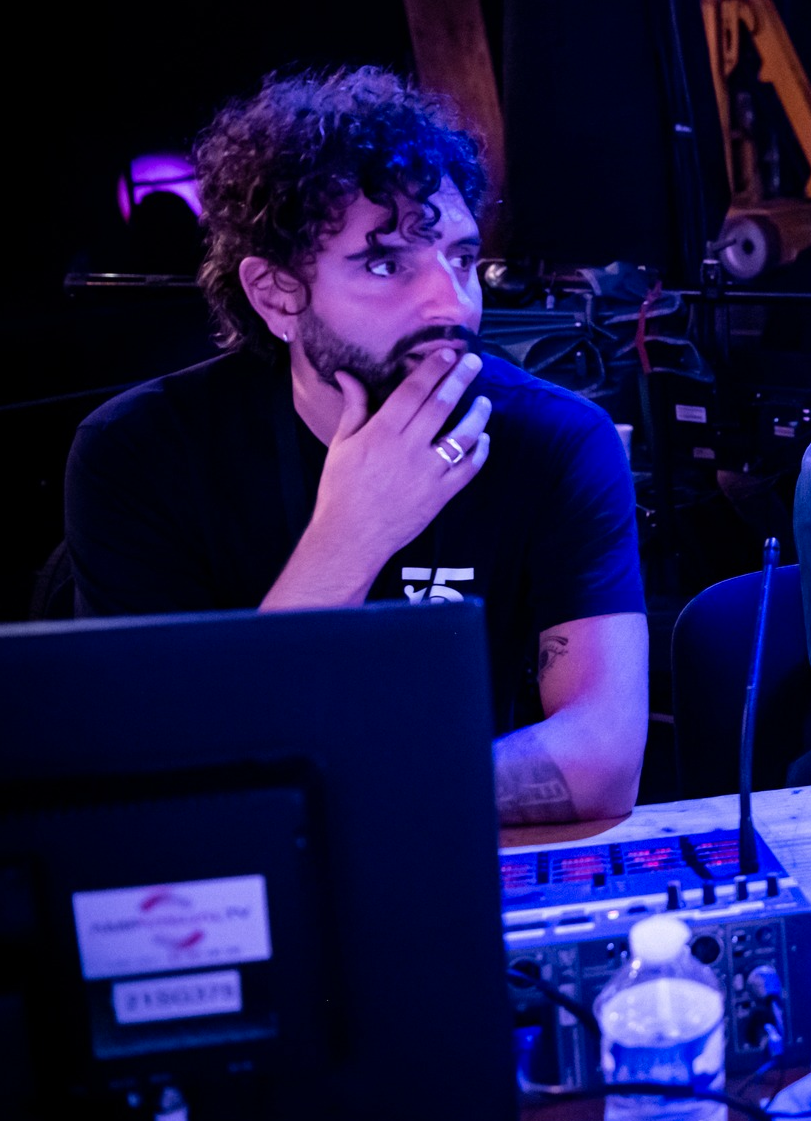
Pierre.
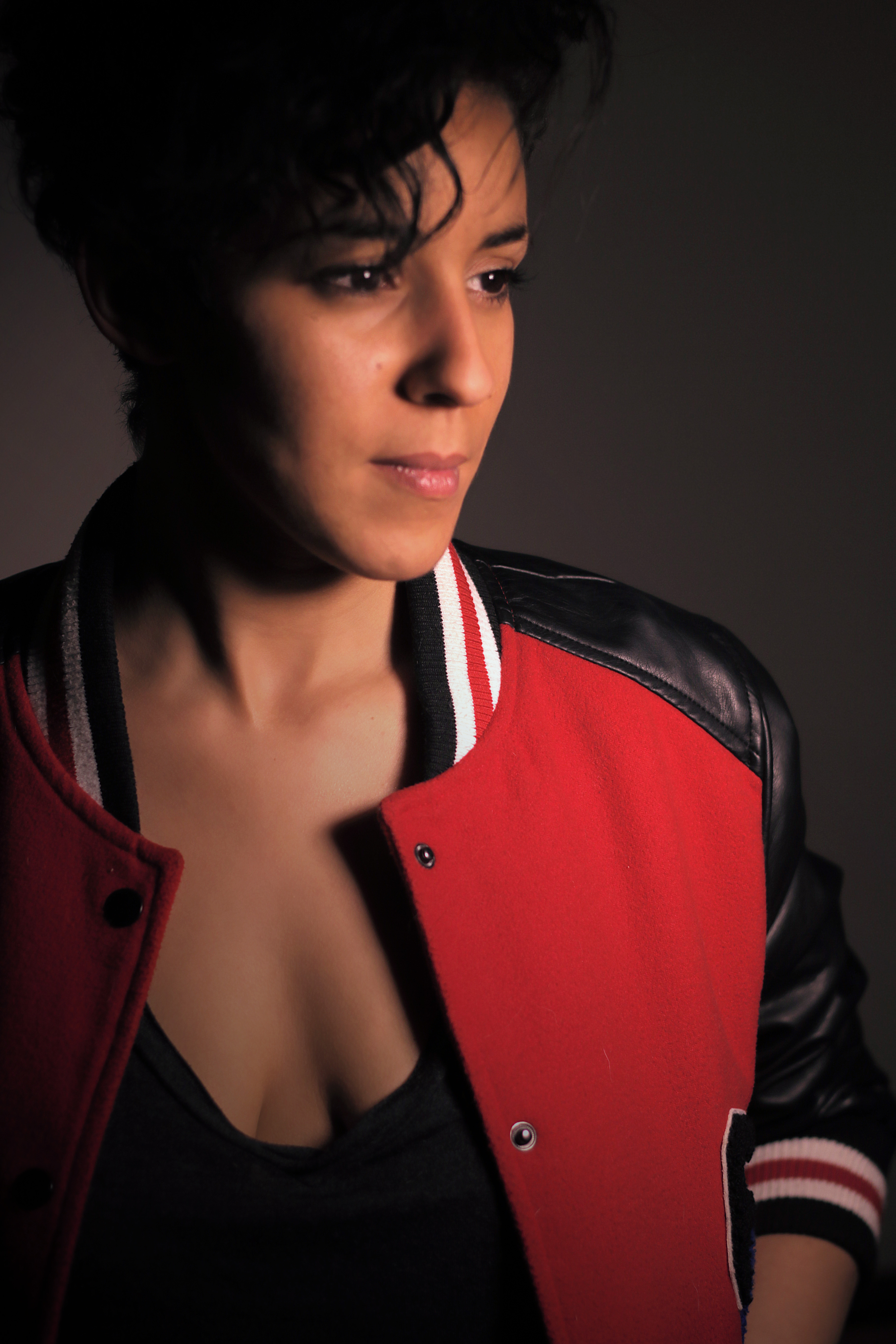
Yaëlle.

| Prénom       | Nom complet       | Âge    | Ville                   | Tournée, | Statut                             | Réf(s). |
| ------------ | ----------------- | ------ | ----------------------- | -------- | ---------------------------------- | ------- |
| Quentin      | Quentin Mosimann  | 19 ans | Hyères                  | Oui      | Gagnant le 15 février 2008         | [ 3 ]   |
| Mathieu      | Mathieu Edouard   | 20 ans | Vauréal                 | Oui      | Finaliste le 15 février 2008       | [ 3 ]   |
| Claire-Marie | Claire-Marie Bron | 20 ans | Écot                    | Oui      | Demi-finaliste le 8 février 2008   | ,       |
| Bertrand     | Bertrand Agot     | 35 ans | Paris                   | Oui      | Demi-finaliste le 1er février 2008 | ,       |
| Jérémy       | Jérémy Chapron    | 18 ans | Paris                   | Oui      | Éliminé le 25 janvier 2008         | ,       |
| Lucie        | Lucie Azard       | 17 ans | Aubignan                | Non      | Éliminée le 18 janvier 2008        | ,       |
| Pierre       | Pierre Suppa      | 26 ans | Paris                   | Oui      | Éliminés le 11 janvier 2008        | ,       |
| Alexia       | Alexia Melotto    | 25 ans | Marseille               | Non      | Éliminés le 11 janvier 2008        | ,       |
| Sevan        | Sevan Malakian    | 22 ans | Paris                   | Non      | Éliminé le 21 décembre 2007        | ,       |
| Maureen      | Maureen Angot     | 25 ans | Montpellier             | Non      | Abandon le 17 décembre 2007        | ,       |
| Antoine      | Antoine Lefèvre   | 17 ans | La Possession           | Non      | Éliminé le 14 décembre 2007        | ,       |
| Eva          | Eva Léonard       | 17 ans | Cassis                  | Non      | Éliminée le 7 décembre 2007        | ,       |
| Claudia      | NC                | 19 ans | Poleymieux-au-Mont-d'Or | Non      | Éliminée le 30 novembre 2007       | [ 30 ]  |
| Noémie       | Noémie Lovati     | 21 ans | Solliès-Ville           | Non      | Éliminée le 23 novembre 2007       | ,       |
| Dojima       | Dojima Ounei      | 23 ans | Luche-Pringe            | Non      | Éliminé le 17 novembre 2007        | ,       |
| Yaëlle       | Yaëlle Smaïl      | 17 ans | Crépy-en-Valois         | Non      | Éliminée le 9 novembre 2007        | ,       |
| Alexandra    | Alexandra Cohen   | 17 ans | Paris                   | Non      | Éliminée le 2 novembre 2007        | ,       |

- Quentin.
- Pierre.
- Yaëlle.

## Corps professoral

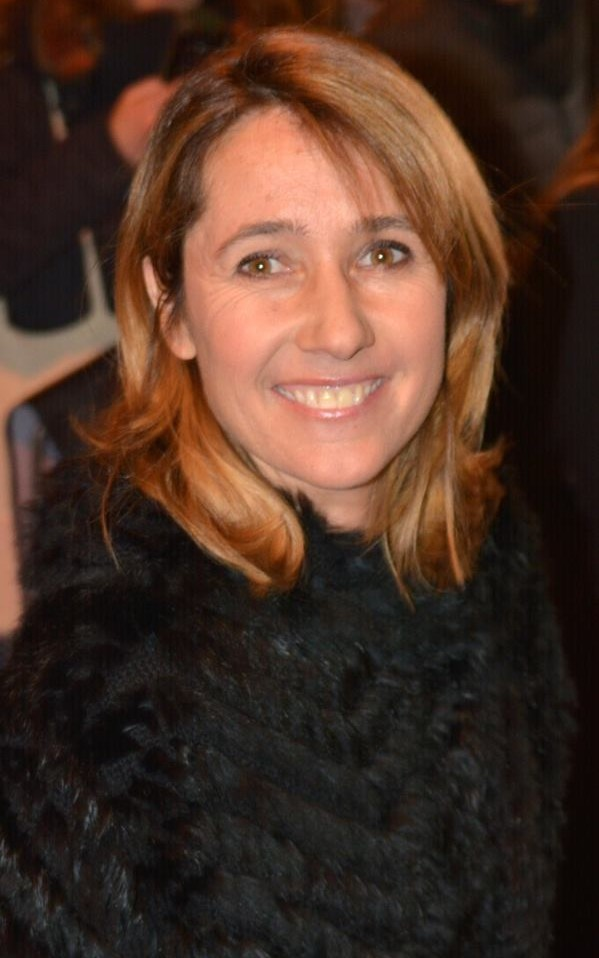
La directrice, Alexia Laroche-Joubert.

Pour cette septième saison, Alexia Laroche-Joubert conserve son rôle de directrice. Elle sera cependant remplacée pendant son congé maternité par Raphaëlle Ricci, qui conservera toutefois son rôle de professeure d'expression scénique.
La grande majorité des professeurs de la saison précédente conservent également leurs rôles respectifs, à l'exception notable du professeur de théâtre Philippe Lelièvre dont les cours ne sont pas reconduits. Kamel Ouali est toujours présent mais ne dispense pas de cours au château, se concentrant principalement sur les chorégraphies lors des primes.
On note toutefois les arrivées de Magali Dieux comme professeure de développement personnel, d'Edu del Prado, notamment acteur dans la série télévisée espagnole Un, dos, tres, qui devient professeur de chant aux côtés de Richard Cross, ainsi que de Souleymane Diamanka comme professeur de slam.
| Matières/statut                  | Professeurs                       |
| -------------------------------- | --------------------------------- |
| Directrices                      | Alexia Laroche-Joubert            |
| Directrices                      | Raphaëlle Ricci (semaines 6 à 13) |
| Professeurs de chant             | Richard Cross                     |
| Professeurs de chant             | Edu del Prado                     |
| Professeur d'expression scénique | Raphaëlle Ricci                   |
| Professeur de danse              | Kamel Ouali                       |
| Professeur de sport              | Christophe Pinna                  |
| Professeur de slam               | Souleymane Diamanka               |
| Coach de développement personnel | Magali Dieux                      |
| Répétitrice                      | Jasmine Roy                       |
| Répétiteur et directeur musical  | Matthieu Gonet                    |

## Artistes invités
| Épisode | Diffusion        | Invités | Référence |
| ------- | ---------------- | --- | --------- |
| 1       | 23 octobre 2007  | Aucun |           |
| 2       | 2 novembre 2007  | Céline Dion - Calogero - Rihanna - Christophe Willem - Avril Lavigne - Peter Cincotti                                                                             | [ 43 ]    |
| 3       | 9 novembre 2007  | Kylie Minogue - Jenifer - Amel Bent - Patrick Fiori - Hard-Fi - Frédéric François - Juanes                                                                        | [ 44 ]    |
| 4       | 17 novembre 2007 | Johnny Hallyday - David Hallyday - Seal - Joss Stone - Koxie - Victoria Sio - Tokio Hotel                                                                         | [ 45 ]    |
| 5       | 23 novembre 2007 | Robin Gibb - Craig David - Andrea Bocelli - Chimène Badi - MC Solaar - Lorie - Will.i.am                                                                          | ,         |
| 6       | 30 novembre 2007 | Christophe Maé - Pascal Obispo - Baby Bash[réf. souhaitée] - Eros Ramazzotti - Ricky Martin - Julie Zenatti - Bob Sinclar - Steve Edwards - Boyz II Men - 50 Cent | ,         |
| 7       | 7 décembre 2007  | Florent Pagny - Alicia Keys - Marc Lavoine - Alizée - David Guetta - Shy'm - Michael Buble                                                                        | [ 51 ]    |
| 8       | 14 décembre 2007 | James Blunt - Vitaa - Sylvie Vartan - Yael Naim - Yelle - Cyril Cinélu - Pierre Perret                                                                            | [ 52 ]    |
| 9       | 21 décembre 2007 | Patrick Bruel - Enrique Iglesias - Josh Groban - Superbus - Passi - Christelle Bazooka - Élodie Frégé                                                             | [ 53 ]    |
| 10      | 28 décembre 2007 | Nolwenn Leroy - Patrick Fiori - Hélène Ségara - Davide Esposito - Emmanuel Moire - Gérard Lenorman - Julie Zenatti - Star Academy 4                               | [ 54 ]    |
| 11      | 4 janvier 2008   | Roch Voisine - Amel Bent - Maurane - Lââm - Faf Larage - Patrick Hernandez                                                                                        | ,         |
| 12      | 11 janvier 2008  | Véronique Sanson - Nâdiya - Laura Pausini - Katie Melua - Paul Anka - Stanislas - Patxi Garat                                                                     | [ 57 ]    |
| 13      | 18 janvier 2008  | Charles Aznavour - Jenifer - Robin Gibb - Tina Arena - Zucchero - Martin Solveig - BB Brunes                                                                      | [ 58 ]    |
| 14      | 25 janvier 2008  | Céline Dion - Benjamin Biolay - Dany Brillant - Hervé Vilard - Chimène Badi - Imagination - Ophélie Winter - Le Roi Lion                                          | [ 59 ]    |
| 15      | 1er février 2008 | Christophe Maé - Sheila - Florent Pagny - Hélène Ségara - Blue Man Group - Plain White T's                                                                        | [ 60 ]    |
| 16      | 8 février 2008   | Kylie Minogue - Calogero - Anggun - I Muvrini - Micky Green - Youssou N'Dour - Christophe Willem                                                                  | [ 61 ]    |
| 17      | 15 février 2008  | Johnny Hallyday - Patrick Bruel - Pascal Obispo - Isabelle Boulay - David Guetta - Peter Cincotti - M. Pokora - Timbaland - Raphaël - Jenifer                     | [ 62 ]    |

## Discographie

### Album
Le 21 décembre 2007 est sorti le premier album de la Star Academy 7. Il suit le premier single Bangla Desh dont les bénéfices sont reversés à l'association Action contre la faim[réf. nécessaire].

## L'aprèsStar Academy

### Que sont-ils devenus?
Claire-Marie a formé le duo des Aristo' avec Jérémy Plank. Ensemble, ils ont sorti un album. Elle a également sorti un single solo intitulé Je hais en 2021.
Jérémy a sorti un sigle intitulé Par hasard en 2014. Il a ensuite été directeur artistique des Kids United. Il a également collaboré avec Stanislas ou encore Lynda Lemay et a été en couple avec Sophie Tapie. En 2021, il sort son album 2h17,. En 2023, il participe à la production de l'album de la saison 11 du télé-crochet,.
Lucie a sorti 2 albums. En 2011, elle participe au concours Je veux signer chez AZ avec le groupe Les Brid'jets qu'elle intègre. Elle devient chroniqueuse du Mag de la saison 9 de Star Academy. En 2012, elle participe à l’émission Encore une chance sur NRJ 12 qu'elle remporte. Elle interprète également Brokenhearted avec le groupe Karmin.
Pierre a sorti un album. Il a depuis fait carrière dans le milieu audiovisuel en tant que directeur de casting musical pour des émissions télévisées telles que Good Singers, L'École des Fans, nouvelle génération, Rising Star, Nouvelle Star, PopStars ou bien encore lors de la saison 9 de Star Academy, puis en tant que directeur de casting et programmateur musical pour les émissions comme Danse avec les stars et Good Singers.
Sevan a sorti sous le nom de Senor Azzad un single intitulé J'laisse parler ma rage.
Maureen participe à l'émission The Voice : La plus belle voix en 2012 aux côtés de Jenifer. En 2017, elle figure sur l'album Géopoétique du chanteur MC Solaar, et en 2020, elle sort un single intitulé Alerte Rouge.
Eva a participé en 2015 à l'émission Las Vegas Academy sur W9.

## Remarques
- Cette promotion a débuté relativement plus tard que les saisons précédentes pour ne pas se dérouler en même temps que la Coupe du monde de rugby qui s'est tenue du 7 septembre au 20 octobre 2007 et dont de nombreux matchs étaient diffusés sur TF1[119].
- Contrairement aux saisons précédentes où les candidats étaient appelés élèves, ils sont désormais appelés étudiants.
- Le dimanche 16 décembre 2007, lors du tournage du clip du premier single, Maureen quitte la Star Academy pour raison de santé. La production annonce son départ le 17 décembre 2007 lors de l'émission quotidienne[25].
- Un prime spécial consacré à Grégory Lemarchal a été organisé en direct le 28 décembre 2007. Plus de 6 millions d'euros ont été récoltés durant la soirée pour l'association Grégory Lemarchal[120]. Il n'y avait pas de nommés cette fois là[56].
- C'est la première saison où la finale n'est pas mixte (une fille contre un garçon) avec la présence de Mathieu et Quentin[9].

## Audiences
Cette 7e saison est marquée par une forte érosion des audiences par rapport aux précédentes saisons.
Sur les 17 primes, seuls deux d'entre eux parviennent à dépasser les 7 millions de téléspectateurs : ceux du 23 octobre (lancement) et du 28 décembre (hommage à Grégory Lemarchal). Ces deux primes, ainsi que trois autres (2 novembre, 7 décembre et la finale le 15 février), sont les seuls à dépasser les 30 % de part de marché, alors que lors de la saison 6, seul le second prime avait échoué à franchir ce niveau. À partir de janvier 2008, l'émission est systématiquement battue en soirée par la série NCIS : Enquêtes spéciales, diffusée sur M6. La finale de cette édition sera en outre le dernier prime de l'histoire du programme (toutes saisons confondues) à dépasser la barre des 6 millions de téléspectateurs, mais également le dernier à dépasser les 30 % de part d'audience.
Selon Le Parisien et rapporté par Jean-Marc Morandini, cette saison aurait pu être la dernière, mais l'émission a été finalement reconduite pour une 8e saison.

### Primes
| #  | Jour de diffusion         | Téléspectateurs | Part de marché sur les 4 ans et plus | Références |
| -- | ------------------------- | --------------- | ------------------------------------ | ---------- |
| 1  | Mardi 23 octobre 2007     | 7 140 000       | 30,7 %                               | [ a 1 ]    |
| 2  | Vendredi 2 novembre 2007  | 6 631 000       | 31,0 %                               | ,          |
| 3  | Vendredi 9 novembre 2007  | 6 570 000       | 29,7 %                               | [ a 4 ]    |
| 4  | Samedi 17 novembre 2007   | 6 064 000       | 27,3 %                               | ,          |
| 5  | Vendredi 23 novembre 2007 | 6 348 000       | 27,5 %                               | [ a 7 ]    |
| 6  | Vendredi 30 novembre 2007 | 6 060 000       | 27,2 %                               | [ a 8 ]    |
| 7  | Vendredi 7 décembre 2007  | 6 570 000       | 30,6 %                               | [ a 9 ]    |
| 8  | Vendredi 14 décembre 2007 | 6 010 000       | 27,7 %                               | [ a 10 ]   |
| 9  | Vendredi 21 décembre 2007 | 6 350 000       | 29,6 %                               | [ a 11 ]   |
| 10 | Vendredi 28 décembre 2007 | 7 310 000       | 34,9 %                               | [ a 12 ]   |
| 11 | Vendredi 4 janvier 2008   | 6 000 000       | 26,7 %                               | [ a 13 ]   |
| 12 | Vendredi 11 janvier 2008  | 5 685 000       | 26,1 %                               | [ a 14 ]   |
| 13 | Vendredi 18 janvier 2008  | 5 930 000       | 27,4 %                               | [ a 15 ]   |
| 14 | Vendredi 25 janvier 2008  | 5 956 000       | 28,8 %                               | [ a 16 ]   |
| 15 | Vendredi 1er février 2008 | 6 069 000       | 27,6 %                               | [ a 17 ]   |
| 16 | Vendredi 8 février 2008   | 5 910 000       | 28,3 %                               | [ a 18 ]   |
| 17 | Vendredi 15 février 2008  | 6 193 000       | 30,4 %                               | [ a 19 ]   |